# White light/White heat (nummer)
White light/White heat is een nummer van de Amerikaanse rockband The Velvet Underground, uitgebracht op hun tweede studioalbum White light/White heat uit 1968 en uitgebracht op single in hetzelfde jaar.

## Achtergrond
"White light/White heat" was opgenomen tijdens de sessies voor White light/White heat in september 1967 in de Scepter Studios in Manhattan. Lou Reed neemt het grootste deel van de vocalen voor zijn rekening, terwijl John Cale en Sterling Morrison de achtergrondzang doen. Net als "I'm waiting for the man", een nummer van het debuutalbum The Velvet Underground & Nico, heeft het nummer een rock 'n' roll Barrelhouse-achtige pianostijl. Het nummer gaat over de sensaties die geproduceerd worden door de injectie van methamfetamine en heeft een vervormde basoutro an John Cale.
Het nummer werd in 1968 uitgebracht op single met "Here she comes now" op de B-kant. Vanaf 1967 speelde de band het nummer ook vaak live. Het nummer staat op veel bootlegalbums en de versie op het livealbum 1969: The Velvet Underground live duurt bijna negen minuten en staat centraal op dit album.
In 1974 nam Reed een liveversie van het nummer op, wat verscheen op het album Rock 'n' roll animal. Hij speelde het nummer vaak live met bekende artiesten als David Bowie, Metallica en The Raconteurs.

## Tracklijst
1. "White light/White heat" (Lou Reed) - 2:47
2. "Here she comes now" (Reed/John Cale/Sterling Morrison) - 2:04

## Muzikanten
- Lou Reed: zang, gitaar
- Sterling Morrison: gitaar, achtergrondzang
- John Cale: basgitaar, piano, achtergrondzang
- Maureen Tucker: drums

## David Bowie-versie
White light/White heat is vaak door David Bowie gespeeld tijdens zijn liveoptredens. Een opname uit 1973 verscheen in 1983 op single ter promotie van het album Ziggy Stardust - The Motion Picture.
Bowie, lange tijd fan van The Velvet Underground, speelde het nummer al sinds 1971 live. Het nummer "Queen Bitch" van zijn album Hunky Dory uit dat jaar is geïnspireerd door de band. Bowie speelde het nummer tijdens zijn Ziggy Stardust Tour, waarbij Lou Reed het nummer met hem speelde tijdens het optreden op 8 juli 1972. Bowie nam het nummer op tijdens twee sessies voor de BBC en werd oorspronkelijk opgenomen om op zijn coveralbum Pin Ups te staan. De muziek van deze sessie werd later gebruikt op de soloversie van gitarist Mick Ronson op zijn album Play don't worry uit 1975. Ondanks dit alles was de versie op Ziggy Stardust - The Motion Picture de eerste die officieel werd uitgebracht en werd hierom uitgebracht op single.
Met Bowie op de piek van zijn roem, met dank aan zijn album Let's dance, werd "White light/White heat" beschouwd als een vreemde richting voor het poppubliek dat hij had aangetrokken en bereikte slechts de 46e plaats in het Verenigd Koninkrijk. Tijdens zijn gehele carrière bleef Bowie het nummer zingen tijdens liveoptredens.

### Tracklijst
1. "White light/White heat" (Reed) - 4:06
2. "Cracked Actor" (Bowie) - 2:51

### Muzikanten
- David Bowie: zang, mondharmonica
- Mick Ronson: gitaar, achtergrondzang
- Trevor Bolder: basgitaar
- Mick Woodmansey: drums
- Mike Garson: keyboard
- John Hutchinson: slaggitaar, achtergrondzang
- Brian Wilshaw, Ken Fordham: saxofoon
- G.A. MacCormack: percussie, achtergrondzang